# Macherio
Macherio es una localidad y comune italiana de la provincia de Monza y Brianza, región de Lombardía, con 7.103 habitantes.

## Evolución demográfica
| Gráfica de evolución demográfica de Macherio entre 1861 y 2001 |
|                                                                |
| Fuente ISTAT - elaboración gráfica de Wikipedia                |